# Dekanat Pogrzebień
Dekanat Pogrzebień – jeden z 37 dekanatów katolickich w archidiecezji katowickiej. W jego skład wchodzą następujące parafie:
- Parafia NMP Królowej Aniołów w Adamowicach
- Parafia św. Apostołów Mateusza i Macieja w Brzeziu n. Odrą (Racibórz)
- Parafia Matki Bożej Nieustającej Pomocy w Bukowie
- Parafia Niepokalanego Serca Maryi w Kobyli
- Parafia św. Marii Magdaleny w Lubomi
- Parafia św. Małgorzaty Dziewicy i Męczennicy w Lyskach
- Parafia św. Józefa Robotnika w Nieboczowach
- Parafia św. Bartłomieja Apostoła w Pogrzebieniu
- Parafia św. Mikołaja w Pstrążnej
- Parafia św. Apostołów Szymona i Judy Tadeusza w Raszczycach

## Historia
Pierwszy dekanat pogrzebieński powołany w 1738 r., został 10 kwietnia 1924 r. połączony z parafią w Pszowie w dekanacie wodzisławskim, którą to ustalono jako siedzibę nowego dekanatu pszowskiego. Ponownie dekanat pogrzebieński reaktywowano w 1955 r. (początkowo jako Dekanat rydułtowski).